# Дзяпш-Ипа
Дзяпш-Ипа́ (Ӡаҧшь-Иҧа) — абхазский княжеский род.

## История и происхождение
Согласно семейному преданию род является ветвью князей Чачба. В середине XVIII в., когда пашой в Сухуме был джигетский князь Асланбей Геч (Гечба), турки спровоцировали в Абхазии феодальный мятеж против владетеля Манучара Шервашидзе и выслали его, вместе с братьями — Ширваном и Зурабом, в Стамбул, где их обратили в ислам.
За время их отсутствия усилились князья Дзяпш-ипа, завладевшие побережьем Центральной Абхазии, и присвоившие разные административные функции и доходы, ранее принадлежавшие владетелю. Возможно, тогда в обоснование легитимности их притязаний на власть и возникла легенда, будто фамилия Дзяпш-ипа — боковая ветвь владетельного дома. Впоследствии Зураб Шервашидзе заставил князей Дзяпш-ипа вернуть часть захваченных ими земель, но чтобы окончательно не рассориться с этой сильной фамилией, женил своего племянника (будущего владетеля) Келешбея на Дуда-Ханум (в крещении Мариам) Дзяпш-ипа.
По другой версии князья Дзяпш-Ипа и убыхские князья Дзиаш, владевшие до сер. XIX в. долиной реки Лоо, — одна и та же фамилия. По-адыгски «дзепши» — предводитель партии.

## Герб
У князей Дзяпш-ипа не было утверждённого герба, но известно изображение проекта их родового герба (на илл.), который был изображен на именном-посемейном списке рода Дзяпш-ипа, хранившемся в Абхазском государственном архиве в материалах Сухумской сословно-поземельной комиссии. Среди элементов герба в нижней части изображена родовая тамга рода Дзяпш-ипа.

## Владения
Разделялись на две ветви: абжуйскую (владели землями в с. Тхина) и бзыпскую (владели землями в с. Эшера).

## Известные представители
- Дзяпш-ипа, Адамур Ахутоулович
- Дзяпш-ипа, Хрипс Адамурович
- Дзяпш-ипа, Чичин Кваджевич
- Дзяпш-ипа, Джансух Чичинович
- Дзяпшипа, Ниязи Александрович (заслуженный мастер спорта СССР по футболу).[источник не указан 2829 дней]
- Дзяпш-Ипа, Нино Нугзаровна художник [источник не указан 2829 дней]